# Нурудінов Магомед Шамільович
Нурудінов Магомед Шамільович (рос. Нурудинов Магомед Шамильевич, 7 січня 1981, Каспійськ) — російський та білоруський боксер, чемпіон Європи, призер чемпіонатів світу та Європи серед аматорів.

## Спортивна кар'єра
Магомед Нурудінов народився та ріс в Каспійську, Дагестан. Там же з дванадцяти років розпочав займатися боксом. З 2000 року брав участь у внутрішніх змаганнях Росії. Не зумівши пробитися до основного складу збірної Росії, Магомед Нурудінов 2005 року переїхав на постійне проживання до Білорусі і ввійшов до складу її збірної.
На чемпіонаті світу 2005 здобув чотири перемоги, а у фіналі програв кубинцю Ерісланді Лара — 9-24 і отримав срібну медаль.
На чемпіонаті Європи 2006 програв у другому бою.
На чемпіонаті світу 2007 здобув дві перемоги, а в 1/8 фіналу програв Деметріусу Андраде (США) — 6-26.
Зумів пройти відбір на Олімпійські ігри 2008, але програв там в першому бою Джеку Джонсону (Віргінські Острови).
На чемпіонаті Європи 2008 здобув чотири перемоги, у тому числі в півфіналі над Абдулкадиром Керогли (Туреччина) та у фіналі над Джеком Кулкай, і став чемпіоном.
На чемпіонаті світу 2009 програв у другому бою.
На чемпіонаті Європи 2010 Нурудінов здобув дві перемоги, а у півфіналі програв Алексісу Вастін (Франція) і отримав бронзову медаль.
На чемпіонаті Європи 2011 Нурудінов дійшов до фіналу, здобувши чртири перемоги, але у вирішальному бою програв Фреду Евансу (Уельс) — 9-14.
На чемпіонаті світу 2011 програв у другому бою і не кваліфікувався на Олімпійські ігри 2012.